# ニック・サヴォイ
ニック･サヴォイ（Nick Savoy、本名：ニコラス･ベネディクト、1974年1月1日 - ）は、カナダの実業家・作家。
ラブシステムズの社長兼プログラムリーダー。
著書に『Magic Bullets（原題）』がある。

## 生い立ち
ニック・ベネディクトは1974年にカナダのセント・ジョンズで生まれる。
モントリオールにあるマギル大学で文系学位を取得後、2003年に首席でペンシルベニア大学、ウォートン・スクールにてMBAを修了した。
彼はニールストラウスのベストセラー本『ザ・ゲーム 退屈な人生を変える究極のナンパバイブル』にもたびたび登場する 。
彼自身、2003年に女性に成功する方法を研究するセダクションコミュニティーに出会うまで女性にまったくもてなかったことを明かしている。
当時の恋人と別れた後、新しい街に移り住んだニックは試行錯誤の末に、女性に声をかける際に効果的なシステムを作り上げた。
そしてそれを広める活動を開始する。
2004年の8月、サヴォイとミステリーはミステリーメソッドコーポレーションを設立し共に講師となる。
ミステリーメソッドコーポレーション（現：ラブシステムズ）は、講師と受講生が共にバーやクラブに出向き、実際に女性に好かれる方法や声のかけ方、その先のテクニックをトレーニングする史上初めての会社だった。
2007年にサヴォイとミステリーは共にVH1のテレビ番組『The Pickup Artist（原題） 』に恋愛コーチとしての出演が予定されていた。
しかし実際は専門性の違いによりサヴォイは出演せず、番組の構成や展開を指導するコンサルタントとして番組に携わっている。
サヴォイは『ラブシステムズルーチンマニュアル（原題）Love Systems Routines Manual』の共同著者であり、2007年には処女作、女性で成功するための手引書『 （原題）Magic Bullets』を出版した。
彼はラブシステムズの社長兼プログラムリーダーである。
2008年の始めにFOXニュースでサヴォイについて特集が組まれ、彼の教えている方法についてインタビューを受けた。番組の中で、フレスコ州の博士、心理学者のマイク・ボトウィンはサヴォイの方法が生物学的、心理学的な原則に基づくものだと結論付けた。
2008年4月にはドクターフィルの人気番組の『女性はご用心(原題)Women Beware』の回に出演した。 
2008年8月には男性向けの恋愛アドバイス番組 『Spike TV』 に出演、2009年7月17日にはタイラ・バンクスが司会を勤める人気番組『The Tyra Banks Show（原題） 』の『オトコの秘密の暗号(原題）The Secret Code of Men』にニック・ブラドックと共に出演した。
現在はカリフォルニア州ロサンゼルスに住み、同社のブランド確立と商品の充実に力を注いでいる。
ニューヨーク・タイムズ、Girls Gone Wild Magazine誌、Maxim誌、FHM誌等に寄稿実績があり、現在でも執筆活動を続けている。